# سكيسما (لاسيثي)
سكيسما (Σχίσμα) هي مدينة في لاسيثي في اليونان.